# Cricket World Cup 1975

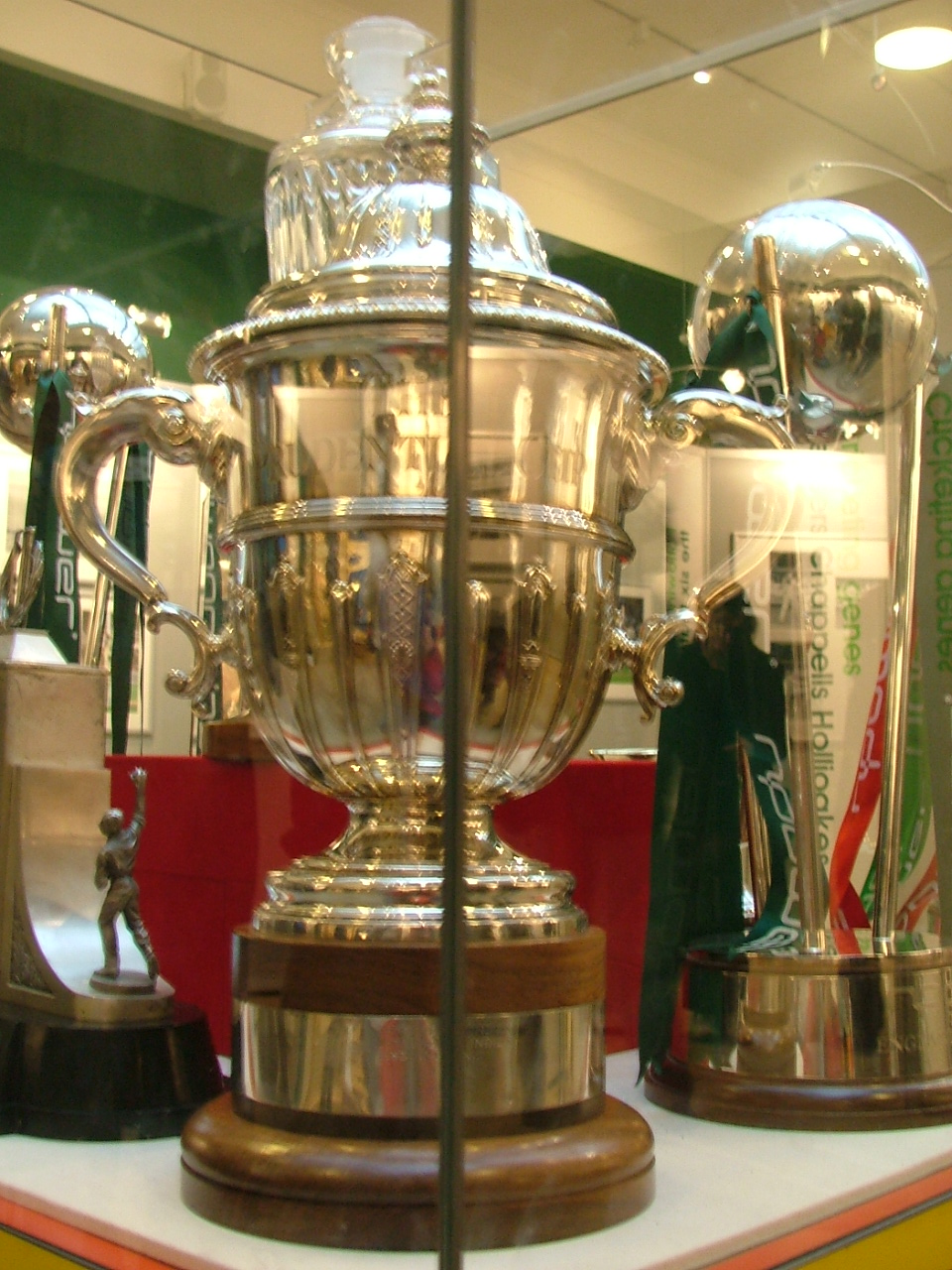
Der Prudential Cup der Cricket World Cups 1975, 1979 und 1983

Der ICC Cricket World Cup 1975 (offiziell: Prudential Cup 1975) wurde vom 7. bis zum 21. Juni 1975 in England ausgetragen. Es war der erste Cricket World Cup im vierjährlichen Turnierzyklus im One-Day International-Format, der vom Weltverband International Cricket Conference (ICC; jetzt International Cricket Council) organisiert wird. Der Cricket World Cup 1975 wurde vom britischen Finanz- und Versicherungsunternehmen Prudential plc gesponsert und trägt daher den offiziellen Namen Prudential Cup 1975.
Acht Cricket-Nationalmannschaften nahmen am Cricket World Cup 1975 teil: Die damals sechs Test-Cricket-Länder (Australien, England, Indien, Neuseeland, Pakistan und die West Indies), sowie das damals führende assoziierte Mitglied Sri Lanka und, zum einzigen Mal, Ostafrika. Für die Mannschaft Ostafrikas wurden Cricketspieler aus den Ländern Kenia, Tansania, Uganda und Sambia berufen. Südafrika durfte aufgrund des Sportboykotts wegen seiner Apartheidspolitik nicht am Cricket World Cup teilnehmen.
Während des Cricket World Cup 1975 wurden 15 Spiele absolviert, darunter zwölf in der Vorrunde und drei in der Finalrunde, einschließlich des Finales. Die Mannschaften wurden in zwei Gruppen zu je vier Teams eingeteilt, wobei jedes einmal gegen die anderen der Gruppe antrat. Die beiden besten Mannschaften jeder Gruppe erreichten hiernach das Halbfinale, dessen Gewinner im Finale aufeinandertrafen. Dieser World Cup wurde im One-Day International-Format ausgetragen, wobei jedes Team jeweils ein Innings über maximal 60 Over bestritten hat. Die Mannschaften spielten in traditioneller weißer Cricket-Kleidung mit roten Bällen; alle Spiele fanden tagsüber statt und begannen demnach am frühen Morgen.
Das ODI-Cricket befand sich noch in der Frühphase und zwischen 1971 und 1975 wurden nur 18 dieser Spiele zwischen den Test-Cricket-Ländern ausgetragen. Interessanterweise wurde der erste Women’s Cricket World Cup zwei Jahre früher, 1973, ausgetragen.
England, Neuseeland, die West Indies und Australien erreichten das Halbfinale, womit es der bisher einzige Cricket World Cup ist, bei dem keine Mannschaft des indischen Subkontinentes die Finalrunde erreichte. Australien besiegte England und die West Indies Neuseeland, wonach die West Indies – die Favoriten vor Turnierbeginn – Australien im Finale im Lord’s in London mit 17 Runs besiegten und somit erster Weltmeister wurden.
Das Eröffnungsspiel wurde von einem der denkwürdigsten Batting-Versuchen der ODI-Geschichte geprägt, das des Inders Sunil Gavaskar. Nachdem England 334/4 erzielt hatte, darunter 137 Runs von Dennis Amiss 137, war Gavaskar für die vollen 60 Over am Schlag und erzielte lediglich 36 Runs (ohne den Verlust seines Wickets), was zum Aufruhr der enttäuschten indischen Fans führte.

## Vergabe
Nach Meinung des ICC verfügte lediglich England über die nötigen Voraussetzungen für die Austragung der ersten drei Cricket World Cups 1975, 1979 und 1983, wonach England zum Gastgeber dieser Turniere ernannt wurde.

## Teilnehmer
Die folgenden acht Mannschaften qualifizierten sich für den Cricket World Cup 1975: Australien, England (Gastgeber), Indien, Neuseeland, Pakistan und die West Indies qualifizierten sich als Vollmitglieder der International Cricket Conference mit Test-Cricket-Status automatisch für den Cricket World Cup 1975. Sri Lanka und Ostafrika waren die einzigen beiden teilnehmenden Mannschaften ohne Test-Cricket-Status und wurden eingeladen um die verbleibenden zwei Plätze zu füllen.

Teilnehmende Länder des Cricket World Cups 1975:
Vollmitglieder der International Cricket Conference (ICC)
Eingeladen vom ICC
Keine Teilnahme

| Land        | Qualifikationsgrundlage | Turnierteilnahme | Rang | Gruppe |
| ----------- | ----------------------- | ---------------- | ---- | ------ |
| England     | Gastgeber               | Debüt            | 1    | A      |
| Australien  | Vollmitglieder          | Debüt            | 3    | B      |
| Indien      | Vollmitglieder          | Debüt            | 5    | A      |
| Neuseeland  | Vollmitglieder          | Debüt            | 4    | A      |
| Pakistan    | Vollmitglieder          | Debüt            | 6    | B      |
| West Indies | Vollmitglieder          | Debüt            | 2    | B      |
| Ostafrika   | Einladung               | Debüt            | –    | A      |
| Sri Lanka   | Einladung               | Debüt            | –    | B      |

## Austragungsorte
Als Austragungsorte wurden die sechs traditionellen Test-Cricket-Stadien in England ausgewählt.
| Lord’s |

| The Oval |

| Headingley |

| Edgbaston |

| Old Trafford |

| Trent Bridge |

| Lord’s |

| The Oval |

| Headingley |

| Edgbaston |

| Old Trafford |

| Trent Bridge |

## Format
Der Cricket World Cup 1975 wurde über 15 Tage zwischen acht verschiedenen Mannschaften über 15 Spiele ausgetragen. Er begann am 7. Juni 1975 mit vier gleichzeitigen Spielen. Das Turnier endete am 21. Juni im Lord’s in London mit dem Finale zwischen den West Indies und Australien, wobei die Windies den Prudential Cup gewannen.

### Spielplan
Die nachfolgende Tabelle zeigt das tägliche Programm des Cricket World Cup 1975. Dabei steht ein violettes Kästchen für Vorrundenspiele, ein grünes Kästchen für Finalrundenspiele und ein gelbes Kästchen für das Finale.
| \| Vorrunde Juni \| Sa. 7. \| So. 8. \| Mo. 9. \| Di. 10. \| Mi. 11. \| Do. 12. \| Fr. 13. \| Sa. 14. \| \| --------------- \| ------- \| ------- \| ------- \| ------- \| ------- \| ------- \| ------- \| ------- \| \| Gruppe A \| 2 \| \| \| \| 2 \| \| \| 2 \| \| Gruppe B \| 2 \| \| \| \| 2 \| \| \| 2 \| \| Finalrunde Juni \| So. 15. \| Mo. 16. \| Di. 17. \| Mi. 18. \| Do. 19. \| Fr. 20. \| Sa. 21. \| \| \| Finalrunde \| \| \| \| 2 \| \| \| 1 \| \| | Farblegende Vorrunde Finalrunde Finale |         |         |         |         |         |         |         |
| Vorrunde Juni | Sa. 7.                                 | So. 8.  | Mo. 9.  | Di. 10. | Mi. 11. | Do. 12. | Fr. 13. | Sa. 14. |
| Gruppe A | 2                                      |         |         |         | 2       |         |         | 2       |
| Gruppe B | 2                                      |         |         |         | 2       |         |         | 2       |
| Finalrunde Juni | So. 15.                                | Mo. 16. | Di. 17. | Mi. 18. | Do. 19. | Fr. 20. | Sa. 21. |         |
| Finalrunde |                                        |         |         | 2       |         |         | 1       |         |

### Gruppen
| Gruppe A                            | Gruppe B                                  |
| ----------------------------------- | ----------------------------------------- |
| England Indien Neuseeland Ostafrika | Australien Pakistan Sri Lanka West Indies |

### Vorrunde
Der Cricket World Cup 1975 wurde zwischen acht Nationalmannschaften ausgespielt. Es gab keine Qualifikation zum Cricket World Cup, da die Mannschaften von der International Cricket Conference eingeladen wurden. Für die Vorrunde wurden die Mannschaften in zwei Gruppen zu je vier Mannschaften eingeteilt. In welche Gruppe jede Mannschaft eingeteilt wurde, wurde in der Auslosung festgelegt. Jede Mannschaft bestritt ein Spiel gegen jede andere seiner Gruppe. Für einen Sieg gab es vier Tabellenpunkte, für ein Unentschieden oder No Result zwei Punkte, für eine Niederlage keinen Punkt. Hatten zwei Mannschaften dieselbe Anzahl an Tabellenpunkten, wurde der Tabellenrang anhand der Net Run Rate, gefolgt von der Net Bowl Rate und dem direkten Vergleich ermittelt.
Am Ende der Vorrunde qualifizierten sich die jeweils beiden besten einer Gruppe für die Finalrunde.

### Finalrunde
Ab dieser Phase nahm das Turnier ein K.-o.-System an, für das sich die jeweils besten beiden Mannschaften einer Gruppe qualifizierten. Jedes Spiel musste zwingend mit einem Sieg enden. Gab es nach beiden Innings keinen Sieger, wurde das Spiel am darauf folgenden Tag wiederholt.

## Umpires
Während des Turnieres wurden acht Umpires eingesetzt.
| - Bill Alley (Australien) - Dickie Bird (England) - Lloyd Budd (England) - David Constant (England) | - Arthur Fagg (England) - Arthur Jepson (England) - John Langridge (England) - Tom Spencer (England) |

## Mannschaftskader
Die Mannschaften benannten die folgenden Kader.
| ODI | ODI | ODI | ODI |
| Australien | England | Indien | Neuseeland |
| --- | --- | --- | --- |
| - Ian Chappell (K) - Greg Chappell - Ross Edwards - Gary Gilmour - Dennis Lillee - Rick McCosker - Ashley Mallett - Rod Marsh (wk) - Jeff Thomson - Alan Turner - Max Walker - Doug Walters                                          | - Mike Denness (K) - Dennis Amiss - Geoff Arnold - Keith Fletcher - Tony Greig - Frank Hayes - John Jameson (wk) - Alan Knott (wk) - Peter Lever - Chris Old - John Snow - Derek Underwood - Barry Wood                       | - Srinivasaraghavan Venkataraghavan (K) - Syed Abid Ali - Mohinder Amarnath - Bishen Bedi - Farokh Engineer (wk) - Anshuman Gaekwad - Sunil Gavaskar - Karsan Ghavri - Madan Lal - Brijesh Patel - Eknath Solkar - Gundappa Viswanath                           | - Glenn Turner (K) - Lance Cairns - Richard Collinge - Barry Hadlee - Dayle Hadlee - Richard Hadlee - Brian Hastings - Geoff Howarth - Hedley Howarth - Brian McKechnie - John Morrison - John Parker (wk) - Ken Wadsworth (wk)             |
| Ostafrika | Pakistan | Sri Lanka | West Indies |
| - Harilal Shah (K) - Frasat Ali - Zulfiqar Ali - Yunus Badat - Hamish McLeod (wk) - Praful Mehta (wk) - John Nagenda - Parbhu Nana - Don Pringle - Mehmood Quaraishy - Ramesh Sethi - Jawahir Shah - Shiraz Sumar - Samuel Walusimbi | - Asif Iqbal (K) - Hasnain Afzal (VK) - Zaheer Abbas - Wasim Bari (wk) - Imran Khan - Naseer Malik - Asif Masood - Javed Miandad - Pervez Mir - Mushtaq Mohammad - Sadiq Mohammad - Sarfraz Nawaz - Wasim Raja - Shafiq Ahmed | - Anura Tennekoon (K) - Ajit de Silva - Somachandra de Silva - Ranjit Fernando (wk) - David Heyn - Lalith Kaluperuma - Duleep Mendis - Tony Opatha - Mevan Pieris - Anura Ranasinghe - Michael Tissera - Bandula Warnapura - Sunil Wettimuny - Dennis Chanmugam | - Clive Lloyd (K) - Keith Boyce - Roy Fredericks - Lance Gibbs - Gordon Greenidge - Vanburn Holder - Bernard Julien - Alvin Kallicharran - Rohan Kanhai - Deryck Murray (wk) - Viv Richards - Andy Roberts - Maurice Foster - Lawrence Rowe |

## Vorrunde
In den Tabellen finden folgende Bezeichnungen Verwendung:
- Spiele
- Siege
- Niederlagen
- Unentschieden
- NR No Result
- Punkte
- RR Run Rate

### Gruppe A
Tabelle
| Gruppe A   | Sp. | S | N | NR | P | RR   |
| ---------- | --- | - | - | -- | - | ---- |
| England    | 3   | 3 | 0 | 0  | 6 | 4.94 |
| Neuseeland | 3   | 2 | 1 | 0  | 4 | 4.07 |
| Indien     | 3   | 1 | 2 | 0  | 2 | 3.24 |
| Ostafrika  | 3   | 0 | 3 | 0  | 0 | 1.90 |

Spiele
| 7. Juni Scorecard | Lord’s | England 334-4 (60)           | – | Indien 132-3 (60) |
|                   |        | England gewinnt mit 202 Runs |   |                   |

England gewann den Münzwurf und entschied sich, als Schlagmannschaft zu beginnen. Als Spieler des Spiels wurde Dennis Amiss ausgezeichnet.
| 7. Juni Scorecard | Edgbaston | Neuseeland 309-5 (60)           | – | Ostafrika 128-8 (60) |
|                   |           | Neuseeland gewinnt mit 181 Runs |   |                      |

Neuseeland gewann den Münzwurf und entschied sich, als Schlagmannschaft zu beginnen. Als Spieler des Spiels wurde Glenn Turner ausgezeichnet.
| 11. Juni Scorecard | Trent Bridge | England 266-6 (60)          | – | Neuseeland 186 (60) |
|                    |              | England gewinnt mit 80 Runs |   |                     |

Neuseeland gewann den Münzwurf und entschied sich, als Feldmannschaft zu beginnen. Als Spieler des Spiels wurde Keith Fletcher ausgezeichnet.
| 11. Juni Scorecard | Headingley | Ostafrika 120 (55.3)          | – | Indien 123-0 (29.5) |
|                    |            | Indien gewinnt mit 10 Wickets |   |                     |

Ostafrika gewann den Münzwurf und entschied sich, als Schlagmannschaft zu beginnen. Als Spieler des Spiels wurde Farokh Engineer ausgezeichnet.
| 14. Juni Scorecard | Edgbaston | England 290-5 (60)           | – | Ostafrika 94 (52.3) |
|                    |           | England gewinnt mit 196 Runs |   |                     |

Ostafrika gewann den Münzwurf und entschied sich, als Feldmannschaft zu beginnen. Als Spieler des Spiels wurde John Snow ausgezeichnet.
| 14. Juni Scorecard | Old Trafford | Indien 230 (60)                  | – | Neuseeland 233-6 (58.5) |
|                    |              | Neuseeland gewinnt mit 4 Wickets |   |                         |

Indien gewann den Münzwurf und entschied sich, als Schlagmannschaft zu beginnen. Als Spieler des Spiels wurde Glenn Turner ausgezeichnet.

### Gruppe B
Tabelle
| Gruppe B    | Sp. | S | N | NR | P | RR   |
| ----------- | --- | - | - | -- | - | ---- |
| West Indies | 3   | 3 | 0 | 0  | 6 | 4.35 |
| Australien  | 3   | 2 | 1 | 0  | 4 | 4.43 |
| Pakistan    | 3   | 1 | 2 | 0  | 2 | 4.45 |
| Sri Lanka   | 3   | 0 | 3 | 0  | 0 | 2.78 |

Spiele
| 7. Juni Scorecard | Headingley | Australien 278-7 (60)          | – | Pakistan 205 (53) |
|                   |            | Australien gewinnt mit 73 Runs |   |                   |

Australien gewann den Münzwurf und entschied sich, als Schlagmannschaft zu beginnen. Als Spieler des Spiels wurde Dennis Lillee ausgezeichnet.
| 7. Juni Scorecard | Old Trafford | Sri Lanka 86 (37.2)               | – | West Indies 87-1 (20.4) |
|                   |              | West Indies gewinnt mit 9 Wickets |   |                         |

Die West Indies gewannen den Münzwurf und entschieden, sich als Feldmannschaft zu beginnen. Als Spieler des Spiels wurde Bernard Julien ausgezeichnet.
| 11. Juni Scorecard | The Oval | Australien 328-5 (60)          | – | Sri Lanka 276-4 (60) |
|                    |          | Australien gewinnt mit 52 Runs |   |                      |

Sri Lanka gewann den Münzwurf und entschied sich, als Feldmannschaft zu beginnen. Als Spieler des Spiels wurde Alan Turner ausgezeichnet.
| 11. Juni Scorecard | Edgbaston | Pakistan 266-7 (60)              | – | West Indies 267-9 (59.4) |
|                    |           | West Indies gewinnt mit 1 Wicket |   |                          |

Pakistan gewann den Münzwurf und entschied sich, als Schlagmannschaft zu beginnen. Als Spieler des Spiels wurde Sarfaz Nawaz ausgezeichnet.
| 14. Juni Scorecard | The Oval | Australien 192 (53.4)             | – | West Indies 195-3 (46) |
|                    |          | West Indies gewinnt mit 7 Wickets |   |                        |

Die West Indies gewannen den Münzwurf und entschieden sich, als Feldmannschaft zu beginnen. Als Spieler des Spiels wurde Alvin Kallicharran ausgezeichnet.
| 14. Juni Scorecard | Trent Bridge | Pakistan 330-6 (60)           | – | Sri Lanka 138 (50.1) |
|                    |              | Pakistan gewinnt mit 192 Runs |   |                      |

Sri Lanka gewann den Münzwurf und entschied sich, als Schlagmannschaft zu beginnen. Als Spieler des Spiels wurde Zaheer Abbas ausgezeichnet.

## Halbfinale
| 18. Juni Scorecard | Headingley | England 93 (36.2)                | – | Australien 94-6 (28.4) |
|                    |            | Australien gewinnt mit 4 Wickets |   |                        |

Australien gewann den Münzwurf und entschied sich, als Feldmannschaft zu beginnen. Als Spieler des Spiels wurde Gary Gilmour ausgezeichnet.
| 18. Juni Scorecard | The Oval | Neuseeland 158 (52.2)             | – | West Indies 159-5 (40.1) |
|                    |          | West Indies gewinnt mit 5 Wickets |   |                          |

Die West Indies gewannen den Münzwurf und entschieden sich, als Feldmannschaft zu beginnen. Als Spieler des Spiels wurde Alvin Kallicharran ausgezeichnet.

## Finale
| 21. Juni Scorecard | Lord’s | West Indies 291-8 (60)          | – | Australien 274 (58.4) |
|                    |        | West Indies gewinnt mit 17 Runs |   |                       |

Australien gewann den Münzwurf und entschied sich, als Feldmannschaft zu beginnen. Als Spieler des Spiels wurde Clive Lloyd ausgezeichnet.

## Statistiken

Ergebnis des Cricket World Cups 1975:
Sieger
Finalist
Halbfinalteilnahme
In der Gruppenphase ausgeschieden
Keine Teilnahme

Die folgenden Cricketstatistiken wurden bei diesem Turnier erzielt.
| ODIs           | ODIs        | ODIs    | ODIs    | ODIs    | ODIs    | ODIs    | ODIs    | ODIs    |
| Batting        | Batting     | Batting | Batting | Batting | Batting | Batting | Batting | Batting |
| Spieler        | Mannschaft  | Spiele  | Innings | Runs    | Average | HS      | 100s    | 50s     |
| -------------- | ----------- | ------- | ------- | ------- | ------- | ------- | ------- | ------- |
| Glenn Turner   | Neuseeland  | 4       | 4       | 333     | 166,50  | 171*    | 2       | 0       |
| Dennis Amiss   | England     | 4       | 4       | 243     | 60,75   | 137     | 1       | 1       |
| Majid Khan     | Pakistan    | 3       | 3       | 209     | 69,66   | 84      | 0       | 3       |
| Keith Fletcher | England     | 4       | 3       | 207     | 69,00   | 131     | 1       | 1       |
| Alan Turner    | Australien  | 5       | 5       | 201     | 40,20   | 101     | 1       | 0       |
| Bowling        |             |         |         |         |         |         |         |         |
| Spieler        | Mannschaft  | Spiele  | Overs   | Wickets | Average | BBI     | 5W      | 10W     |
| Gary Gilmour   | Australien  | 2       | 24.0    | 11      | 5,63    | 6/14    | 2       | 0       |
| Bernard Julien | West Indies | 5       | 60.0    | 10      | 17,70   | 4/20    | 0       | 0       |
| Keith Boyce    | West Indies | 5       | 52.0    | 10      | 18,50   | 4/50    | 0       | 0       |
| Dayle Hadlee   | Neuseeland  | 4       | 46.0    | 8       | 20,25   | 3/21    | 0       | 0       |
| Andy Roberts   | West Indies | 5       | 56.4    | 8       | 20,62   | 3/39    | 0       | 0       |
| Dennis Lillee  | Australien  | 5       | 53.0    | 8       | 27,87   | 5/34    | 1       | 0       |